# 1263 Varsavia
Az 1263 Varsavia (ideiglenes jelöléssel 1933 FF) a Naprendszer kisbolygóövében található aszteroida. Sylvain Julien Victor Arend fedezte fel 1933. március 23-án.